# Dornsiepen
Dornsiepen ist eine Ortslage im Stadtbezirk Burg/Höhscheid der bergischen Großstadt Solingen.

## Lage und Beschreibung
Der Ort befindet sich am Ufer des Dornsiepenbachs in einer kleinen Talmulde zwischen der Grünbaumstraße im Norden und dem Pfaffenberger Weg im Süden. Der Dornsiepenbach mündet nach wenigen hundert Metern in östliche Richtung in den Bertramsmühler Bach. Nördlich liegt die nach dem Ort benannte Kleingartenanlage Dornsiepen. Die Straße Dornsiepen verläuft durch den Ort und verbindet quer durch das kleine Bachtal den Pfaffenberger Weg mit der Grünbaumstraße.
Benachbarte Orte sind bzw. waren (von Nord nach West): Spielbruch, Lindenbaum, Krahenhöhe, Wieden, Dorperhof, Birken, Steinsiepen, Bertramsmühle, II. und I. Hästen sowie Böckerhof und Meisenburg.

## Etymologie
Das Wort Siepen bezeichnet einen kleinen Bachlauf oder eine feuchte Wiese, der Ortsname Dornsiepen bezeichnet also einen kleinen Wasserlauf an oder unter Dornen.

## Geschichte
Dornsiepen ist als Hofschaft seit dem 15. Jahrhundert nachweisbar, die erste urkundliche Erwähnung erfolgte im Jahre 1479 als Doerensyffen.:1 Im Zehntverzeichnis der Abtei Altenberg von 1488 erscheint der Ort als Dorensyffen. In dem Kartenwerk Topographia Ducatus Montani von Erich Philipp Ploennies, Blatt Amt Solingen, aus dem Jahre 1715 ist der Ort mit einer Hofstelle verzeichnet und als Thorsieben benannt. Der Ort wurde in den Registern der Honschaft Balkhausen innerhalb des Amtes Solingen geführt. Die Topographische Aufnahme der Rheinlande von 1824 verzeichnet den Ort als Dornsiepen, ebenso wie die Preußische Uraufnahme von 1844. In der Topographischen Karte des Regierungsbezirks Düsseldorf von 1871 ist der Ort erneut als Dornsiepen verzeichnet.
Nach Gründung der Mairien und späteren Bürgermeistereien Anfang des 19. Jahrhunderts gehörte der Ort zur Bürgermeisterei Dorp, die 1856 das Stadtrecht erhielt, und lag dort in der Flur VIII. Hasten. 
Für das Jahr 1884 ist in Dornsiepen Geschäftstätigkeit in Form einer Manfacturwarenhandlung nachweisbar.
Die Bürgermeisterei beziehungsweise Stadt Dorp wurde nach Beschluss der Dorper Stadtverordneten zum 1. Januar 1889 mit der Stadt Solingen vereinigt. Damit wurde Dornsiepen ein Ortsteil Solingens.